# Phalanx (Künstler)

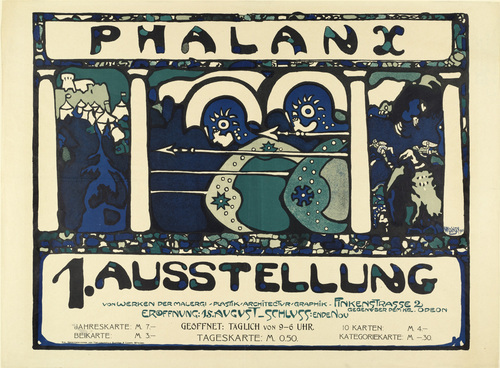
Wassily Kandinskys im Jugendstil gestaltetes Plakat für die erste Ausstellung 1901 in München

Phalanx war eine von 1901 bis 1904 bestehende Künstlergruppe in München, die mit künstlerischen Mitteln gegen konservative Verkrustungen in der Gesellschaft und der Kunst wirken wollte.

## Geschichte
Der Name der Gruppe war Programm als Zitat von Phalanx, der Schlachtaufstellung im alten Griechenland. Gründungsmitglieder waren unter anderem  Wassily Kandinsky, Rolf Niczky, Hermann Obrist, Waldemar Hecker und Wilhelm Hüsgen. Die beiden letztgenannten waren Mitglieder des ersten deutschen politischen Kabaretts Die Elf Scharfrichter. Kandinsky wurde nach Niczky zum Präsidenten der Vereinigung gewählt und auch zum Leiter der Phalanx-Malschule, der „Schule für Malerei und Aktzeichnen“, bestimmt. Die Gruppe organisierte insgesamt zwölf Ausstellungen, die zusätzlich zu den Werken der eigenen Mitglieder Claude Monet, Alfred Kubin, Lovis Corinth, Wilhelm Trübner, Alexander von Salzmann, Albert Weisgerber, Paul Signac, Félix Vallotton und Henri de Toulouse-Lautrec ausstellten.
In der „Phalanx“ traf Kandinsky 1902 Gabriele Münter, die dort studierte. Sie war seine Schülerin, Lebensgefährtin und Kritikerin, bis sie sich im Jahr 1914 trennten.
Die Akzeptanz der Gruppe schwand jedoch im konservativen München; es meldeten sich immer weniger Schüler an, sodass der Ausstellungs- und Lehrbetrieb trotz einzelner Erfolge im Jahr 1904 geschlossen werden musste.
1909 folgte durch die Initiative von Marianne von Werefkin, Adolf Erbslöh, Alexej Jawlensky und Oscar Wittenstein ein Zusammenschluss von Künstlern in der Neuen Künstlervereinigung München. Kandinsky wurde 1. Vorsitzender, verließ die Gruppe aber 1911 im Streit, um im selben Jahr die Redaktionsgemeinschaft des Blauen Reiters zusammen mit Franz Marc zu gründen.